# Setacera breviventris
Setacera breviventris – gatunek muchówki z rodziny wodarkowatych i podrodziny Ephydrinae.
Gatunek ten opisany został w 1860 roku przez F. Hermanna Loewa jako Ephydra breviventris.
Muchówka o ciele długości około 2,5 mm. Głowa jej zaopatrzona jest w dwie pary szczecinek orbitalnych oraz skierowane w dół szczecinki perystomalne. Czułki mają na zewnętrznej powierzchni trzeciego członu długą i cienką szczecinkę. Skrzydła cechuje brązowa żyłka kostalna. Odwłok samca ma cienkie włoski oraz tergit piąty krótszy od czwartego. Zarys odwłoka jest szeroko jajowaty.
Owad znany z Niemiec, Szwecji, Norwegii, Austrii, Włoch, Polski, Czech, Węgier, Bułgarii, Grecji, europejskiej części Rosji, Afryki Północnej i etiopskiej, palearktycznej i orientalnej Azji, nearktycznej Ameryki Północnej oraz australijskiej.